# بخش مرکزی شهرستان کلیبر
بخش مرکزی شهرستان کلیبر یکی از بخش‌های تابعه شهرستان کلیبر در استان آذربایجان شرقی در شمال غربی ایران است.این بخش از شمال و غرب به شهرستان خداآفرین و از شرق به بخش آبش احمد و شهرستان هوراند و از جنوب به شهرستانهای اهر و ورزقان محدود است.

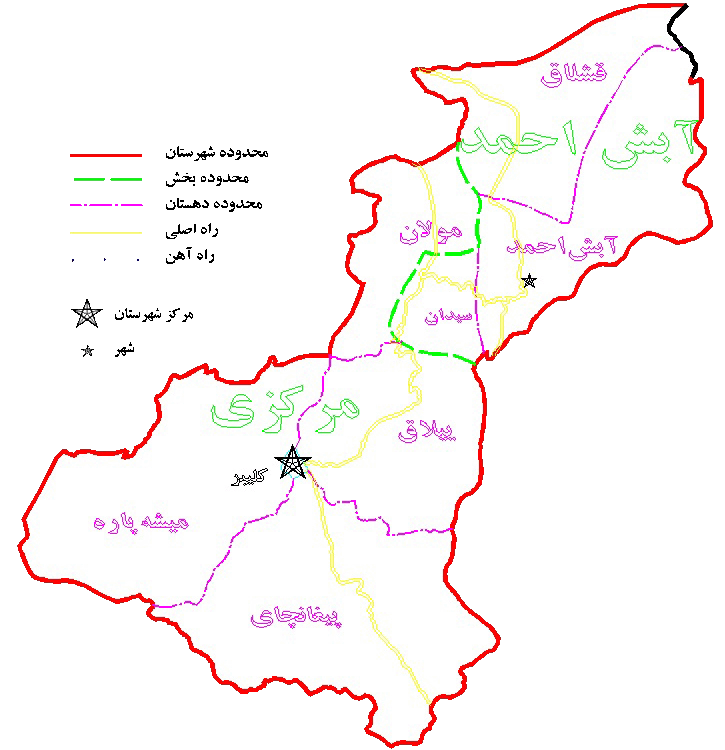
نقشه شهرستان کلیبر

## تقسیمات کشوری
این بخش از چهار دهستان تشکیل شده‌است که عبارتند از:
دهستان پیغان چای با ۴۶ آبادی و ۵۴۵۲ تن سکنه
دهستان مولان با ۲۷ آبادی و ۴۰۰۱ تن سکنه
دهستان میشه پاره با ۳۱ آبادی و ۲۷۵۷ تن سکنه
دهستان ییلاق با ۲۵ آبادی و قشلاق و۲۷۶۳ تن سکنه

## شهرها
شهر کلیبر تنها شهر این بخش می‌باشد که مرکز این بخش نیز می‌باشد.

## روستاها
| ردیف | نام روستا                      | دهستان     | جمعیت(۱۳۹۵) |
| ---- | ------------------------------ | ---------- | ----------- |
| ۱    | قیه باشی بزرگ                  | مولان      | ۱٬۴۵۶       |
| ۲    | پیغان                          | پیغان چایی | ۷۴۱         |
| ۳    | مولان                          | مولان      | ۷۳۴         |
| ۴    | یوزبند                         | پیغان چایی | ۷۱۹         |
| ۵    | نوجه ده علیا/نوجه ده کریمی /   | پیغان چایی | ۵۶۲         |
| ۶    | عربشاه خان                     | ییلاق      | ۵۱۲         |
| ۷    | کلالق                          | پیغان چایی | ۴۱۳         |
| ۸    | چای کندی                       | ییلاق      | ۳۹۵         |
| ۹    | اسکلو                          | میشه پاره  | ۴۲۸         |
| ۱۰   | گوزالان                        | ییلاق      | ۳۵۷         |
| ۱۱   | کلی قوزی                       | ییلاق      | ۳۳۹         |
| ۱۲   | گوار                           | ییلاق      | ۲۹۳         |
| ۱۳   | بشاب                           | مولان      | ۲۸۳         |
| ۱۴   | هجران دوست                     | میشه پاره  | ۲۷۳         |
| ۱۵   | اغویه                          | میشه پاره  | ۲۴۲         |
| ۱۶   | دمیرچی حدادان                  | میشه پاره  | ۲۲۳         |
| ۱۷   | مرزرود                         | میشه پاره  | ۲۱۴         |
| ۱۸   | فتحعلی سلطان لو                | مولان      | ۱۷۱         |
| ۱۹   | انباستیق                       | پیغان چایی | ۱۶۹         |
| ۲۰   | برزندیق                        | میشه پاره  | ۱۶۴         |
| ۲۱   | ولندران                        | پیغان چایی | ۱۵۸         |
| ۲۲   | می‌کندی / مکیدی/                | میشه پاره  | ۱۵۸         |
| ۲۳   | اوزی                           | پیغان چایی | ۱۵۳         |
| ۲۴   | سهریق                          | پیغان چایی | ۱۵۲         |
| ۲۵   | کلی علیا                       | پیغان چایی | ۱۵۲         |
| ۲۶   | اصلان بیگلو                    | مولان      | ۱۵۰         |
| ۲۷   | اق درق جدید                    | پیغان چایی | ۱۴۴         |
| ۲۸   | گلدرق                          | پیغان چایی | ۱۴۴         |
| ۲۹   | کردلر                          | پیغان چایی | ۱۳۸         |
| ۳۰   | زیریان                         | پیغان چایی | ۱۳۵         |
| ۳۱   | دمریق                          | پیغان چایی | ۱۳۴         |
| ۳۲   | اولی قشلاق                     | مولان      | ۱۳۲         |
| ۳۳   | سراملو                         | مولان      | ۱۲۶         |
| ۳۴   | مقاس جدید                      | ییلاق      | ۱۲۱         |
| ۳۵   | کمان                           | مولان      | ۱۱۸         |
| ۳۶   | مزگر                           | میشه پاره  | ۱۱۸         |
| ۳۷   | سراجلو                         | مولان      | ۱۱۳         |
| ۳۸   | اسبهارعلیا                     | مولان      | ۱۱۲         |
| ۳۹   | اس قدیم                        | پیغان چایی | ۱۱۱         |
| ۴۰   | نوجه ده سفلی /نوجه ده شجاعان / | میشه پاره  | ۱۰۳         |
| ۴۱   | میاندرق                        | ییلاق      | ۱۰۱         |
| ۴۲   | جغناب سفلی                     | پیغان چایی | ۱۰۰         |

## مزرعه‌ها
فهرست نقاط مسکونی با جمعیت کمتر از ۱۰۰ نفر که عمدهٔ فعالیت در آن‌ها کشاورزی است و به جای روستا، «مزرعه» خطاب می‌شوند:
| ردیف | نام مزرعه         | نام دهستان | جمعیت(۱۳۹۵) |
| ---- | ----------------- | ---------- | ----------- |
| ۱    | حیران علیا        | پیغان چایی | ۹۸          |
| ۲    | زاویه             | میشه پاره  | ۹۷          |
| ۳    | کلان              | ییلاق      | ۸۸          |
| ۴    | شجاع آباد         | میشه پاره  | ۸۶          |
| ۵    | اق درق قدیم       | پیغان چایی | ۸۵          |
| ۶    | کرسفلی            | پیغان چایی | ۸۴          |
| ۷    | محموداباد         | میشه پاره  | ۸۴          |
| ۸    | جانی بیگلو        | پیغان چایی | ۸۳          |
| ۹    | گلدر              | پیغان چایی | ۸۱          |
| ۱۰   | قران چای کندی     | مولان      | ۷۹          |
| ۱۱   | شکرعلی کندی       | پیغان چایی | ۷۸          |
| ۱۲   | کیقباد            | ییلاق      | ۷۸          |
| ۱۳   | هناابادسفلی       | پیغان چایی | ۷۴          |
| ۱۴   | ساری درق          | پیغان چایی | ۷۲          |
| ۱۵   | نبی جان           | میشه پاره  | ۷۲          |
| ۱۶   | عربشاه خرگوشان    | ییلاق      | ۷۲          |
| ۱۷   | کلاسور            | میشه پاره  | ۷۱          |
| ۱۸   | ملوک              | ییلاق      | ۷۱          |
| ۱۹   | بالی بیگ لو       | مولان      | ۷۰          |
| ۲۰   | هناابادعلیا       | پیغان چایی | ۶۹          |
| ۲۱   | خانقاه سفلی       | مولان      | ۶۹          |
| ۲۲   | علی آباد          | میشه پاره  | ۶۹          |
| ۲۳   | زردوغان           | پیغان چایی | ۶۵          |
| ۲۴   | هورمغان علیا      | پیغان چایی | ۶۳          |
| ۲۵   | ارمنیان           | پیغان چایی | ۵۸          |
| ۲۶   | چلپاقلار          | پیغان چایی | ۵۶          |
| ۲۷   | خریل              | میشه پاره  | ۵۶          |
| ۲۸   | خانه خسرو         | ییلاق      | ۵۶          |
| ۲۹   | محمدحسنلو         | مولان      | ۵۵          |
| ۳۰   | عربشاه درق        | ییلاق      | ۵۵          |
| ۳۱   | دولان             | ییلاق      | ۵۵          |
| ۳۲   | قشلاق کلیبر       | پیغان چایی | ۵۴          |
| ۳۳   | جند               | میشه پاره  | ۵۳          |
| ۳۴   | خان باغی          | مولان      | ۵۱          |
| ۳۵   | گرده زایلو        | مولان      | ۴۸          |
| ۳۶   | کاردوجین          | پیغان چایی | ۴۶          |
| ۳۷   | بابایلو           | مولان      | ۴۶          |
| ۳۸   | ناپشته            | میشه پاره  | ۴۳          |
| ۳۹   | کبودان            | ییلاق      | ۳۹          |
| ۴۰   | شبخانه            | میشه پاره  | ۳۵          |
| ۴۱   | اس جدید           | پیغان چایی | ۳۴          |
| ۴۲   | علویق             | پیغان چایی | ۳۴          |
| ۴۳   | پالتلو            | مولان      | ۳۳          |
| ۴۴   | کرعلیا            | پیغان چایی | ۳۲          |
| ۴۵   | فرهادلو           | مولان      | ۳۲          |
| ۴۶   | شخملو             | مولان      | ۳۰          |
| ۴۷   | بالان             | میشه پاره  | ۲۹          |
| ۴۸   | چریق              | میشه پاره  | ۲۹          |
| ۴۹   | ساری بلاغ         | پیغان چایی | ۲۷          |
| ۵۰   | بنه دیق           | میشه پاره  | ۲۷          |
| ۵۱   | کومه              | پیغان چایی | ۲۶          |
| ۵۲   | خونیرود           | میشه پاره  | ۲۶          |
| ۵۳   | قاسم کندی         | مولان      | ۲۵          |
| ۵۴   | لته ده            | میشه پاره  | ۲۱          |
| ۵۵   | مقاس قدیم         | ییلاق      | ۲۱          |
| ۵۶   | اغچه قشلاق علیا   | پیغان چایی | ۲۰          |
| ۵۷   | جغناب علیا        | پیغان چایی | ۲۰          |
| ۵۸   | پیره یوسفیان علیا | ییلاق      | ۱۹          |
| ۵۹   | شریق              | مولان      | ۱۸          |
| ۶۰   | بالاسنگ           | میشه پاره  | ۱۸          |
| ۶۱   | کپیراباد          | ییلاق      | ۱۸          |
| ۶۲   | کلشلو             | میشه پاره  | ۱۷          |
| ۶۳   | باغلار            | ییلاق      | ۱۶          |
| ۶۴   | یارالوجه          | پیغان چایی | ۱۵          |
| ۶۵   | احمدابادتازه کند  | پیغان چایی | ۱۵          |
| ۶۶   | لمهونی            | مولان      | ۱۵          |
| ۶۷   | ایلان کش          | میشه پاره  | ۱۵          |
| ۶۸   | قلعه لو           | مولان      | ۱۴          |
| ۶۹   | یل دره سی         | مولان      | ۱۴          |
| ۷۰   | شیروان کاغی       | ییلاق      | ۱۴          |
| ۷۱   | پیره یوسفیان سفلی | ییلاق      | ۱۳          |
| ۷۲   | هورمغان سفلی      | پیغان چایی | ۱۲          |
| ۷۳   | کلکین             | ییلاق      | ۱۲          |
| ۷۴   | سیران             | ییلاق      | ۱۰          |
| ۷۵   | اسب قلیان         | پیغان چایی | *           |
| ۷۶   | اغچه قشلاق سفلی   | پیغان چایی | *           |
| ۷۷   | نجی کندی          | پیغان چایی | *           |
| ۷۸   | پیری کندی         | پیغان چایی | *           |
| ۷۹   | گچی کاغی          | پیغان چایی | *           |
| ۸۰   | عمران آباد        | مولان      | *           |
| ۸۱   | داش قیه باشی      | مولان      | *           |
| ۸۲   | بهروز             | میشه پاره  | *           |
| ۸۳   | طوق               | میشه پاره  | *           |
| ۸۴   | برنه دل           | میشه پاره  | *           |
| ۸۵   | کیارق             | میشه پاره  | *           |
| ۸۶   | صومعه             | ییلاق      | *           |
| ۸۷   | کهلیک             | ییلاق      | *           |

## مناطق خالی از سکنه
| ردیف | نام منطقه             | دهستان     |
| ---- | --------------------- | ---------- |
| ۱    | قاوشوق                | پیغان چایی |
| ۲    | حیران سفلی            | پیغان چایی |
| ۳    | چله خانه              | پیغان چایی |
| ۴    | ریدیل                 | پیغان چایی |
| ۵    | خانقاه کندی / خانقاه/ | مولان      |
| ۶    | خانقاه کلاهی          | مولان      |
| ۷    | گدیکلو                | مولان      |
| ۸    | سردرق                 | میشه پاره  |
| ۹    | مولود                 | میشه پاره  |
| ۱۰   | شیرنق                 | میشه پاره  |
| ۱۱   | قره گونی              | میشه پاره  |
| ۱۲   | گویران                | میشه پاره  |
| ۱۳   | هجق سفلی              | میشه پاره  |
| ۱۴   | هجق علیا              | میشه پاره  |
| ۱۵   | ینگی قشلاق            | میشه پاره  |
| ۱۶   | گلوسنگ                | میشه پاره  |
| ۱۷   | دره قلعه سی           | میشه پاره  |
| ۱۸   | علیش لو               | ییلاق      |
| ۱۹   | قبادلو                | ییلاق      |
| ۲۰   | اسکندراباد            | ییلاق      |

## جمعیت
بنابر سرشماری مرکز آمار ایران در سال ۹۵، بخش کلیبر از ۱۲۹ آبادی بزرگ و کوچک تشکیل می‌شود و جمعیت آن به اضافه شهر کلیبر در حدود ۲۴۲۹۷ تن است.
پیران روستاهای خونی‌رود، کلاسور، دمیرچی حدادان، مزگر، ارزین و نیستان در این بخش کمابیش به زبان آذری (گونه‌ای از تاتی) که زبان دیرین این روستا بوده آشنایی دارند.